# 9月17日 (旧暦)
旧暦9月17日（きゅうれきくがつじゅうななにち、きゅうれきくがつじゅうしちにち）は、旧暦9月の17日目である。六曜は先勝である。

## できごと
- 康平5年（ユリウス暦1062年10月22日） - 前九年の役が終結[要出典]。源頼義が安倍貞任を厨川柵で破る
- 明治元年（グレゴリオ暦1868年11月1日） - 日本初の洋式燈台が観音崎に着工

## 誕生日
- 延宝3年（グレゴリオ暦1675年11月4日） - 島津吉貴、第4代薩摩藩主（+ 1747年）
- 元禄2年（グレゴリオ暦1689年10月29日） - 徳川吉通、第4代尾張藩主（+ 1713年）
- 慶応3年（グレゴリオ暦1867年10月14日） - 正岡子規、俳人・歌人（+ 1902年）

## 忌日
- 慶長5年（グレゴリオ暦1600年10月23日） - 石田正継、戦国武将（* 生年不詳）

## 記念日・年中行事
- 神嘗祭（新暦施行後は10月17日に移動）